# デスペナ
『デスペナ』は、原作：押川雲太朗、作画：江戸川エドガワによる日本の漫画作品。『週刊ヤングマガジン』（講談社）にて、2013年49号から2014年28号まで「第一部」として連載された。以後の連載・刊行予定は未定のままである。

## あらすじ
ラスベガスで活躍するギャンブラーの柏木京一は、取材と称して近づいてきたライターの誘いに応じて日本に帰国する。次の日、ホテルで眠った後に目を覚ますと、体を拘束された状態で狭い室内に監禁されていることに気がついた。目の前にはゲーム画面のモニターがあり、室内の放送からは「日本最高のギャンブラー10人によるゲームを始める。勝者には1億円、1人残った敗者には死を」という内容が告げられるのみ。柏木は苦戦しながらも、そのゲームが「4枚神経衰弱」ということに気づき、辛くも9人目で勝ち上がる。部屋から開放された柏木が外に出ると、同じように拉致されて集められたという8人のギャンブラーがそこに居た。そして、最後に残った1人の処刑が中継された直後、支配人を名乗る男・賽ヶ原が現れ、最後の勝者が決まるまでゲームが続くことを告げるのだった。
続く第2ゲームのルーレットでは、建物からの脱出を試みる者、いつものようにギャンブルに興じる者、イカサマを駆使する者など、様々な思惑が交錯し、大学教授の恒川が死刑に決まる。このときに行われる死刑投票で「全員が死刑囚を赦す票を投じれば、ゲームが終了する」というシステムが告げられ、第3ゲームの5スタッドポーカーでは「誰が最下位でも全員で『赦』を投じる』という取り決めがプレイヤー全員で交わされた。だが、その甲斐なく誰かが死刑に票を投じたために犠牲者が出てしまい、一度は団結しかけたプレイヤー間に亀裂が生じてしまう。

## 登場人物
柏木京一（かしわぎ きょういち）
主人公。高校中退後に単身ラスベガスに渡り、ギャンブラーとして生計を立てる青年。ライターを名乗る男の誘いに応じて日本に帰国するが、ホテルで就寝中に拉致されてゲームに参加させられる。主にポーカーを得意としている。他者に対する遠慮を全くしない、豪胆かつ冷徹な性格。
恒川（つねかわ）
帝都大学の教授で、ゲーム理論の研究を専門としている。その一方で、様々なスポーツの試合結果をスーパーコンピュータで予想し、それをブックメーカーに売る副業をしている。また、高レートの麻雀やポーカーに参加することも。
第2ゲームでは、ビルからの脱出計画に唯一同意した二葉とともに他の面々が自滅するのを待つが、目論見は外れ、次第に自分と二葉が最下位に追い込まれていく。やむなくルーレットに参加し、ルーレット場のクセを把握してそれを利用して持ち金を増やすが、イカサマグループと手を組んだ二葉の策にはまって最下位に落ち、第2ゲームの敗退者となる。ゲーム終了後の投票で死刑が確定。
二葉（ふたば）
ギャンブルをテーマとした小説を書く小説家。その内容は自伝とされているが、実態はフィクションであり、自身のギャンブルの腕前や胆力は他のプレイヤーに比べて劣る。
恒川と組んでビルからの脱出を企てるがそれが不可能と知り、第2ゲームのルーレットで恒川と共に他者の自滅を待つ作戦に出る。しかし作戦は失敗し、恒川にも裏切られて単身最下位になってしまい、死を免れるためにイカサマグループに入れてもらい、恒川を最下位に落とす。
乾（いぬい）
恩田、西条と共にグループで活動し、各地の賭場でイカサマを駆使して荒稼ぎしているイカサマ師。関西弁を話すのが特徴。
第2ゲームのルーレットにて、死を免れるためにグループに入れてほしいと懇願してきた二葉を「成功しても一生パシリになる」という条件で仲間にし、巧妙な罠で恒川を最下位に落とす。
第3ゲームの5スタッドポーカーでは、恩田、西条とともに霧島を狙うが、彼女の巧みなイカサマと、欲を出した西条の独走により失敗。敗者となった西条が、何者かによって投票された「殺」により死刑となってしまったことで美上たちへの疑念を抱く。
恩田ミドリ（おんだ ミドリ）
乾、西条の仲間で、毒舌家の女。かつてラスベガスで霧島に陥れられたことを根に持っており、5スタッドポーカーで霧島を最下位に落とそうと企む。常人離れした視力を持ち、指先に仕込んだ微細なカミソリの刃で、自分以外には見えない傷をカードにつけてマーキングする。だが、スートの区別をつけるためのマーキングをしていなかったことと、それを見抜いてトランプの柄の特徴を利用した霧島のイカサマによって逆にやり返され、作戦は失敗。自身は霧島が何かイカサマをしていることに気づいて勝負を下り、西条にも警告をしたが聞き入れず独走しはじめたため、彼を見限り最下位に落とす。投票では全員で『赦』を押すと考えていたが、1票だけ「殺」の票が入ったために目論見は外れる。
西条（さいじょう）
乾、恩田の仲間で、言葉遣いの荒い大柄な青年。第2ゲームの死刑投票前の発言で全員の反感を買い、間接的にそれが恒川を死に至らしめる原因になった。その後もふざけた言動を繰り返したため、美上に「全員で結託すればお前を最下位にすることくらい簡単だ」と恫喝され、次の死刑投票で「赦」を押すことに同意させられる。
第3ゲームでは、恩田とともに霧島を陥れようと罠を仕掛けるが、彼女が逆に仕掛けていたイカサマを見抜けず、さらには恩田の警告も聞き入れず独走し、大幅に所持金を失う。それにより恩田に翻意され最下位に落ち、3人目の敗退者となる。事前に美上が全員で「赦」を押すと呼びかけていたため、自分は死刑にならないと信じきっていたが、1票の「殺」が入ったことで死刑が確定となった。
霧島ヤヨイ（きりしま ヤヨイ）
ラスベガスでイカサマ調査会社に雇われ、潜入調査員をしていた女性。過去にラスベガスでイカサマを繰り返していた恩田を告発し、州警察に逮捕させたことで、恩田から強く恨まれている。第3ゲームでは恩田のイカサマによりピンチに陥るが、トランプの柄に特徴があることを発見し、それを利用したイカサマを実行。さらに柏木・美上・黒石と協力して逆に恩田たちを罠にはめ、西条を最下位に落とした。
美上（みかみ）
職業不詳（乾によればヤクザの構成員らしい）。第2ゲームの終了時、全員に「次の死刑投票では誰が敗者になっても『赦』を押す」という約束をさせ、殺し合いを止めるために動いた。それでも乾たちイカサマグループのことは信じきっておらず、第3ゲームでは柏木・霧島・黒石と協力し、西条を最下位に落とした。だが、死刑投票で何者かが「殺」に票を入れたために殺し合いを止めることが出来ず、乾からは「以後は協力しない」と決別された。
黒石（くろいし）

五堂大吉（ごどう だいきち）
第1ゲームの4枚神経衰弱の犠牲者。バブル期に日本のギャンブル界の帝王として君臨し、柏木もポーカーで散々負かされたが5、6年ほど前に引退していた。
賽ヶ原（さいがはら）
支配人を名乗る人物。柏木をはじめとする有力なギャンブラーを集めたゲームの進行・裁定を行う。

## ゲーム内容
全てのゲームは、とあるビルの高層階で行われる。会場は地上160メートルの場所にあり、下の階とは繋がっていない。さらに出入口は屋上のヘリポートにしか存在しないため、脱出は事実上不可能となっている。
賽ヶ原に刃向うなどの行動を起こした場合、プレイヤーの足首に装着された足輪から最大200万ボルトの電流が流れるようになっている。
イカサマについてはバレなければ主催者側は一切関知しないというルールとなっているが、目撃した場合は賽ヶ原にビデオ判定を依頼することで、ゲームの様子を再確認することができる。この時にイカサマの実行が確認された場合は、実行犯のチップから半額を没収し、それを告発したプレイヤーに与えるというシステムになっている。ただし、告発のためには「その時、その場にいる」ということが条件である。その場にいなくてもハッタリで「その場で見ていた」と言って告発してもかまわないが、告発した内容以外は一切確認されない。
第2ゲーム以降、ゲーム終了直後に毎回死刑投票が行われる。勝者に手渡された「殺（コロシ）」「赦（ユルシ）」のボタンにより、敗者を殺すか否かの投票が行われ、全員が「赦」を押した場合のみ、死刑が中断されゲーム終了となり、参加者全員が賞金を持ってビルを出ることが許される。誰か1人でも「殺」を押した場合、死刑が執行されゲームも続行となる。なお「赦」を押したプレイヤーは、投票結果によらず直前のゲームで獲得した賞金は一切受け取れない。
第1のゲーム・4枚神経衰弱
参加者は拉致された状態で連れて来られ、ゲーム画面とマウスが備え付けられた椅子に縛り付けられる。ゲーム内容は全く説明されず、画面に表示された52個のマークと画面の変化からルールを推測しなくてはならない。
実際のルールは「4枚神経衰弱」であり、プレイヤー1（この時点では全員他のプレイヤーが誰であるかはわからない）から順に4個所のマークをクリックする。クリックするとトランプのカードを表したアルファベットと数字（スートはスペード→S、ダイヤ→D、ハート→H、クラブ→C、数字は2から10までとJ・Q・K・A）が表示される。例としてスペードのAであれば「SA」となる。1人ずつ順に挑戦し、4枚揃えることができた人から勝ち抜け。勝ち抜け者には1億円が与えられる。
部屋の広さは奥行き2メートル、横9メートルで、1人が勝ち抜ける度に部屋の横幅が1メートルずつ狭くなる。9人勝ち抜けた時点で、最後まで残ったプレイヤーは壁に挟まれて圧死する。
第2のゲーム・ルーレット
参加者全員に、遊戯の資金として1億円が与えられ、ラウンジに備え付けられたカウンターから任意の金額をチップとして引き出して使用できる。ゲームの制限時間は72時間（3日間）。
72時間後に残っていた所持金は賞金として受け取ることができるが、所持金が一番少なかったプレイヤーは負けとなり、電気椅子に座らされる。
ゲーム中はバーカウンターでの飲み物・軽食の提供、およびレストランでの食事が24時間受けられる。また、1人1部屋ずつスイートルームが用意されており、そこで休憩することもできる。
第3のゲーム・5スタッドポーカー
ルーレット同様、参加者全員に1億円の資金が与えられ、1ゲームごとに50万円の参加料を支払う。掛け金の上限は無い。制限時間は前半戦・後半戦ともに6時間で、途中で8時間の休憩時間が設けられる。制限時間いっぱいで所持金が最も少なかった者が負けとなるが、途中で所持金がゼロになったプレイヤーが出た場合は直ちにゲーム終了となり、そのプレイヤーが自動的に負けとなる。
前半戦が終わった時点で違うトランプに交換されるが、途中でカードの破損があった場合は直ちにトランプが交換される。
通常のカジノで使われるトランプは、上下逆さまにしても背の模様に差異が出ないよう裁断されているが、このゲームでは敢えて上下の柄に差が出るよう裁断されたものが使われ、イカサマをしやすい仕掛けとなっている。

## 書誌情報
- 押川雲太朗（原作）・江戸川エドガワ（作画） 『デスペナ』 講談社〈ヤンマガKCスペシャル〉、全3巻
  1. 2014年3月6日発売[3]、ISBN 978-4-06-382446-9
  2. 2014年5月2日発売[4]、ISBN 978-4-06-382471-1
  3. 2014年8月6日発売[5]、ISBN 978-4-06-382502-2